# VfB Rehau
Der Verein für Bewegungsspiele Rehau e.V. ist ein deutscher Sportverein mit Sitz in der bayerischen Stadt Rehau im Landkreis Hof.

## Geschichte

### Gründung bis Zweiter Weltkrieg
Im Jahr 1904 entsteht der Gesellschaftsclub „Fidelia“, in welchem ab 1911 auch Fuß- als auch Faustball gespielt werden sollte. Ein Jahr später schließt sich der Club dann mit den Fußballvereinen Wacker und Concordia zur 1. Spielvereinigung Rehau zusammen. Diese Spielvereinigung wird dann schließlich am 17. März 1920 aufgelöst und der heutige VfB Rehau gegründet. Im laufenden Jahrzehnt sichert sich die Fußball-Mannschaft immer wieder hohe Positionen in der A-Klasse. Bis zum Aufstieg in die Kreisliga sollte es dann noch bis zum Jahr 1928 dauern. Eine erfolgreiche Leichtathletik-Abteilung kommt im Jahr 1929 dazu, wie auch eine Handballabteilung ab 1930. Mit Ausbruch des Zweiten Weltkriegs kommt der Betrieb der sportlichen Aktivitäten aber mehr und mehr zum Erliegen.

### Nachkriegszeit
Nach dem Ende des Krieges wurde durch die amerikanische Militärregierung bereits 1945 wieder die Aufnahme des Fußballspielbetriebs erlaubt. Leichtathletik als auch Handball waren nun kein Bestandteil mehr des Vereins. Zur Saison 1959/60 gelang der Mannschaft dann der Aufstieg in die damals drittklassige 1. Amateurliga Bayern. Mit 28:32 Punkten gelingt über den 11. Platz dann auch der Klassenerhalt in der Staffel Nord. Nach der Saison 1962/63 wurde die Liga dann eingleisig, dafür qualifizierten sich die ersten sieben Mannschaften der Staffel. Rehau schaffte diesen Schnitt jedoch nicht und landete mit 24:40 Punkten auf dem 15. Platz. Damit spielte die Mannschaft ab der Folgesaison in der Landesliga.

### 2000er Jahre bis Ende der eigenen Fußballabteilung
In der Saison 2004/05 spielte die Mannschaft in der Kreisliga Hof/Tischreuth/Wunsiedel und belegte dort mit 14 Punkten den 17. und damit letzten Platz, womit zur nächsten Saison der Abstieg in die Kreisklasse anstand. Mit 63 Punkten gelang dann am Ende der Spielzeit 2006/07 als Meister die Rückkehr in die Kreisliga. Dort trat die Abteilung dann auch noch bis zur Saison 2012/13 an wo mit 42 Punkten am Ende der neunte Platz belegt wurde.
Zum 1. Juli 2013 wurden dann die Fußball-Abteilungen des VfB als auch des benachbarten ASV Rehau in den neuen FC Rehau zusammengelegt, deren Mitglieder aber aus den beiden Vereinen kommen müssen. Die Mannschaft des ASV spielt dabei zuletzt in der Kreisklasse. Damit tritt der Verein in Wettbewerben nur noch mit seiner Tennis-Abteilung auf.

## FC Rehau
Da der Startplatz der Mannschaft des VfB Rehau genutzt wurde, startete der neue Verein zur Saison 2013/14 auch in der Kreisliga. Mit 64 Punkten gelang hier zudem auch gleich die Meisterschaft. In der Bezirksliga Oberfranken landete die Mannschaft mit 45 Punkten in der Folgesaison dann auf dem 13. Platz. Somit wurde ein Relegationsspiel gegen den TSV St. Johannis nötig, welches jedoch mit 3:0 verloren wurde, womit es zurück nach unten in die Kreisliga ging. Hier gelang mit 63 Punkten aber auch gleich wieder der zweite Platz, womit die Teilnahme an der Aufstiegsrelegation klappen sollte. Die Partie beim ASV Wunsiedel, endete jedoch mit einer 2:0 n. V. Niederlage und der Aufstieg wurde verpasst. Eine Saison später landete die Mannschaft erneut auf dem zweiten Platz. Nach einem 0:1-Sieg über die SG Regnitzlosau, setzte es beim FC Tirschenreuth jedoch eine 4:2 n. V. Niederlage. Damit wurde ein weiteres Mal der Aufstieg über die Relegation verpasst. Wurde 2017/18 dann mit dem dritten Platz die dritte Relegationsteilnahme nur knapp verpasst, so gelang nach der Spielzeit 2018/19 schließlich sogar mit 68 Punkten die Meisterschaft und damit die Rückkehr in die Bezirksliga. Hier spielt der Verein auch noch bis heute.

## Bekannte Fußballspieler
- Werner Seubert (* 1950), Spieler in den 1980er Jahren, vorher u. a. beim 1. FC Schweinfurt und Wormatia Worms

## TV Rehau
Neben den Sportvereinen VfB und FC Rehau gibt es auch den Turnverein Rehau kurz TV Rehau.

### Handball
Im März 2012 haben sich die Handballabteilungen des TV Rehau und der Turnerschaft aus Selb als HSV 2012 Hochfranken zusammengeschlossen, wobei die HSV das Startrecht für die Landesliga von TS Selb übertragen bekam.
Die HSV Hochfranken nimmt derzeit mit drei Männermannschaften, einem Frauenteam und sieben Nachwuchsmannschaften am Spielbetrieb des Bayerischen Handballverbandes BHV teil. Der bisher größte Erfolg der HSV war bei den Männern der Aufstieg in die fünftklassige Handball-Landesliga Bayern und bei den Frauen der Aufstieg in die oberfränkische Bezirksoberliga. In der Saison 2022/23 spielten die Männermannschaft in der Handball-Landesliga Nord und die Frauen in der Bezirksliga Oberfranken.
Erfolge HSV Hochfranken
- Oberfränkischer Meister 2014, 2017, 2022, 2024, 2025
- Aufstieg in die Handball-Landesliga 2014, 2017, 2022
- Aufstieg in die Handball-Oberliga 2025

Erfolge TS 1887 Selb
| - Aufstieg in die Regionalliga (3. Liga) 1982 - Bayerischer Meister (4. Liga) 1982 - Bayerischer Vizemeister 1984 - Aufstieg in die Bayernliga 1993, 2003 | - Nordbayerischer Verbandsliga-Vizemeister (4. Liga) 1981 - Nordbayerischer Landesliga-Vizemeister 1993, 2003 - Aufstieg in die Handball-Landesliga 2011 - Oberfränkischer Meister 2011 |